# ブタゲモズ
ブタゲモズ (学名：Pityriasis gymnocephala)は、スズメ目ブタゲモズ科の鳥類。
ブタゲモズ科は1属1種でブタゲモズのみを含む。

## 分布
- ボルネオ島（固有種）